# Jérôme Duquesnoy il Vecchio
Jérôme Duquesnoy il Vecchio (Le Quesnoy, 1570 circa – Bruxelles, 1641) è stato uno scultore fiammingo.

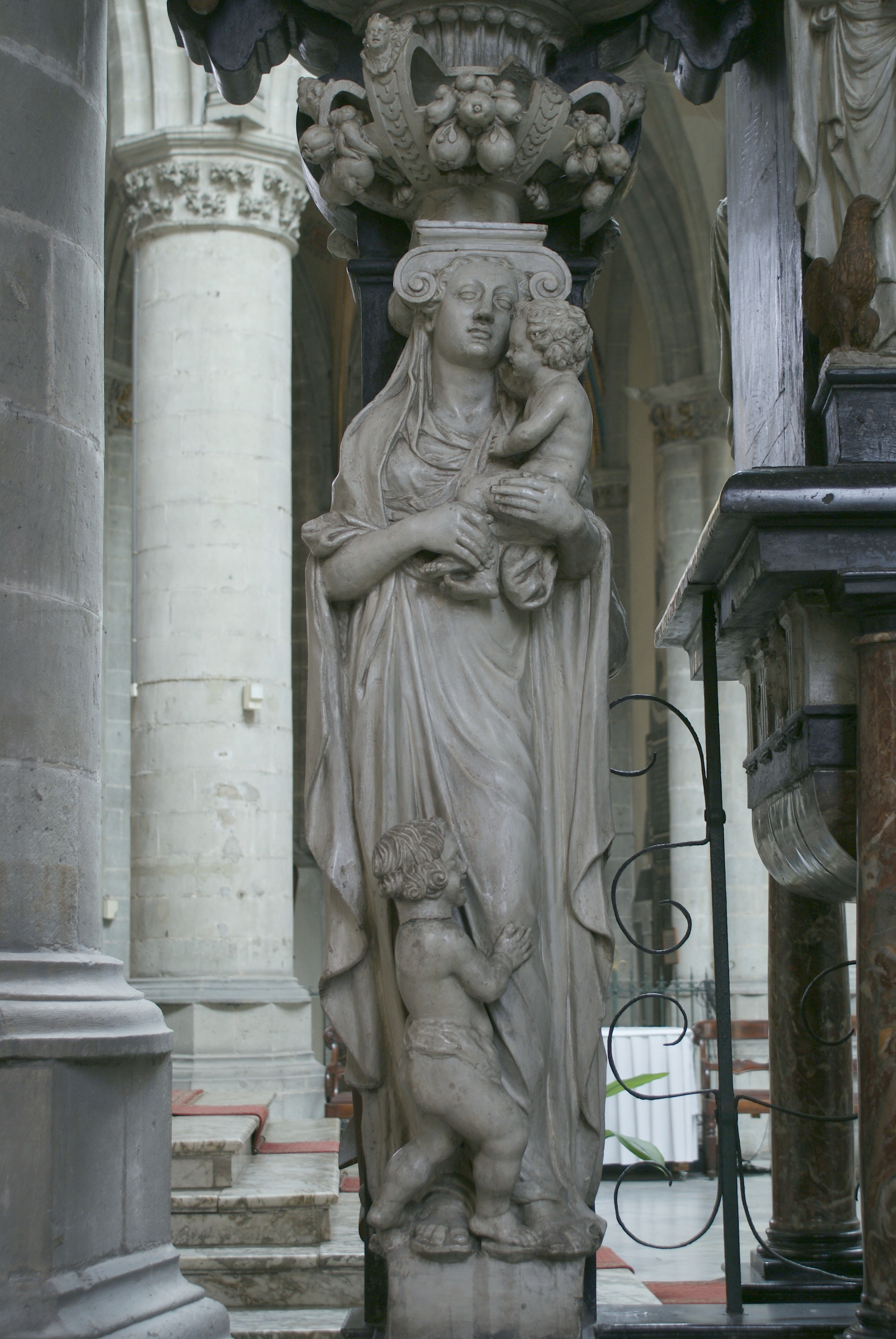
Scultura nella chiesa di Sint-Martinuskerk

Formatosi sugli esempi del manierismo italiano e francese, lavorò soprattutto alla ricostruzione degli arredi sacri delle chiese distrutte nel corso dei conflitti religiosi della fine del XVI secolo.
Tra le sue opere più celebri vanno ricordati il tabernacolo della chiesa di Saint-Martin di Alost, la Giustizia e Verità per il municipio di Halle ed il Manneken Pis di Bruxelles.
Anche i suoi figli Jérôme e François furono celebri scultori.